# Pic d’Aulon
Pic d’Aulon – szczyt górski położony we francuskiej części Pirenejów, w departamencie Pireneje Wysokie, na terenie gminy Aulon.